# 柯瑞金
柯瑞金（英語：Coriakin）是C·S·路易斯奇幻小說《納尼亞傳奇》系列中的虛構人物，主要在《黎明行者號》登場。

## 生平
柯瑞金是位魔法師，原本是一個冬天南方天空的星辰，因犯下了錯誤，獅王亞斯藍讓他負責統治「蹩獨腳仙」並引導這些生物趨向智慧。小說並無具體描述柯瑞金所犯下的錯誤，當賈思潘國王向退隱的星辰拉曼杜問到這個問題時，對方只回答說：「我不能告訴你，『亞當之子』沒有必要知道星辰會犯什麼錯」。
柯瑞金光著腳、身穿紅色長袍，頭上戴著一圈用橡樹葉編織的頭冠，有著長到腰帶處的長鬍鬚。他住在納尼亞大東洋上蹩腳仙島內的一棟大房子，房子內擺著各種奇怪的東西，包括掛著鬍鬚的鏡子，頂樓的書房放著一本神奇的魔法書。
柯瑞金透過魔法來統治這些蹩獨腳仙，由於蹩獨腳仙們的愚蠢和頑固，柯瑞金施法把他們變成獨腿，蹩獨腳仙們一致認為自己被變醜了，於是就設法找到柯瑞金的那本魔法書，念出魔咒讓自己變得隱形。但無意之中這個咒語也把柯瑞金變得隱形，咒語使他昏昏欲睡。當賈思潘與黎明行者號的船員抵達島嶼後，已厭倦了隱形的蹩獨腳仙們脅迫露西·佩文西幫忙念出魔法書上可讓他們現形的咒語（這些咒語只有小女孩念出才會生效，而之前念出隱形咒語的蹩獨腳仙小女孩已不敢再進入柯瑞金的房子），露西找到魔法書後很快就讓所有隱藏的事物現形，包括柯瑞金。露西很快就覺得柯瑞金魔法師是一位善良的人，並沒有蹩獨腳仙所形容的那樣可怕。
柯瑞金為了表達對露西的感謝，用魔法設宴招待黎明行者號的船員，修復黎明行者號被損壞的地方，最後還送給賈思潘一份「東方海洋圖」。

## 改編
在1989年英國BBC的電視劇改編版本中，柯瑞金由普雷斯頓·洛克伍德飾演。
在麥可·艾普特執導的2010年電影《納尼亞傳奇：黎明行者號》中，柯瑞金由比爾·布朗飾演。